# Riuttasaari (ö i Norra Savolax)
Riuttasaari är en ö i Finland. Den ligger i sjön Mehtiö och i kommunen Rautalampi i den ekonomiska regionen  Inre Savolax ekonomiska region  och landskapet Norra Savolax, i den centrala delen av landet, 270 km norr om huvudstaden Helsingfors. Öns area är 0,5 hektar och dess största längd är 120 meter i nord-sydlig riktning.